# Arcturus magnispinis
Arcturus magnispinis är en kräftdjursart som beskrevs av Richardson 1909. Arcturus magnispinis ingår i släktet Arcturus och familjen Arcturidae. Inga underarter finns listade i Catalogue of Life.